# خوري بينيت
خوري بينيت (بالإنجليزية: Khori Bennett) (مواليد 13 ديسمبر 1997) هو لاعب كرة قدم جامايكي، يشغل مركز مهاجم لصالح نادي ساكرامنتو ريببلك.

## حياته المبكرة
وُلد بينيت في كينغستون، جامايكا، وتلقى تعليمه في مدرسة وولمر للبنين. مع فريق تحت 19 عامًا في عام 2014، سجّل 11 هدفًا في تسع مباريات بعد فوزه ببطولة خروج المغلوب لفئة تحت 19 عامًا مرتين متتاليتين، وبطولة الجزيرة لفئة تحت 16 عامًا مرتين متتاليتين، وبطولة الجزيرة لفئة تحت 14 عامًا مرة واحدة. فاز بينيت بجائزة (OG Brown) للروح الرياضية الجيدة في عام 2014، وقاد فريقه في التسجيل لثلاثة مواسم متتالية من 2012 إلى 2014، وحصل على لقب أفضل لاعب في الفريق في عامي 2011 و2013. كما لعب في فئة الشباب مع كل من نادي هاربور فيو ونادي ريال مونا.

## مسيرته الجامعية
في عام 2015، انتقل بينيت إلى الولايات المتحدة للعب كرة القدم الجامعية في جامعة نورث إيسترن. وخلال ثلاثة مواسم مع فريق "هاسكيز"، شارك بينيت في 44 مباراة، سجّل خلالها خمسة أهداف وقدم ثلاث تمريرات حاسمة. وفي سنته الأخيرة، انتقل بينيت إلى جامعة رادفورد، حيث لعب موسماً واحداً، سجل فيه ثلاثة أهداف في 15 مباراة.
أثناء دراسته الجامعية، لعب بينيت في دوري (USL PDL) مع نادي ريدينغ يونايتد إيسي. وخلال أربعة مواسم قضاها مع ريدينغ، سجل بينيت 11 هدفًا في الموسم المنتظم خلال 24 مباراة. ومع احتساب أهدافه في الأدوار الإقصائية وكأس لامار هانت المفتوحة الأمريكية، أصبح بينيت الهداف التاريخي لنادي ريدينغ.

## مسيرته الكروية

### فيلادلفيا فيوري
في عام 2019، وقع بينيت مع نادي فيلادلفيا فيوري الذي ينشط في دوري (NISA)، ولعب مباراة واحدة فقط مع الفريق، قبل أن يضطر النادي إلى الانسحاب من موسم 2019، ويتوقف عن النشاط..

### كابيزو دي توريس
في أواخر عام 2021، أمضى بينيت بعض الوقت مع نادي كابيزو دي توريس الإسباني من الدرجة السادسة.

### شارلوت إندبنتنس
في أبريل 2022، بعد تجربته مع النادي في فترة ما قبل الموسم، وقع بينيت مع نادي شارلوت إندبنتنس من دوري الدرجة الأولى الأمريكي. ظهر لأول مرة مع النادي في 16 أبريل 2022، حيث بدأ في المباراة التي انتهت بالفوز (2-1) على نورثرن كولورادو هيلستورم. في 1 أغسطس 2022، تم اختيار بينيت كأفضل لاعب في دوري الدرجة الأولى الأمريكي للأسبوع 18 من موسم 2022 بعد تسجيله أول ثلاثية له ضد سنترال فالي فويغو إف سي.

### لاس فيغاس لايتس
في 5 مارس 2024، انضم بينيت إلى نادي لاس فيغاس لايتس، بطل الرابطة المتحدة لكرة القدم.

### النصر الكويتي
في 14 يناير 2025، نقل لاس فيغاس بينيت إلى نادي النصر الكويتي مقابل رسوم انتقال قياسية للنادي.

### ساكرامنتو ريببلك
في 17 يوليو 2025، عاد بينيت إلى الولايات المتحدة، وانضم إلى فريق ساكرامنتو ريببلك في بطولة الرابطة المتحدة.

## المسيرة الدولية
في 18 نوفمبر 2024، تم استدعاء بينيت إلى المنتخب الوطني الجامايكي لأول مرة، قبل مباراة الفريق في تلك الليلة ضد الولايات المتحدة في دوري أمم الكونكاكاف.

## روابط خارجية
- خوري بينيت على موقع قاعدة بيانات كرة القدم.إي يو (الإنجليزية)